# Kurhaus Rübezahl

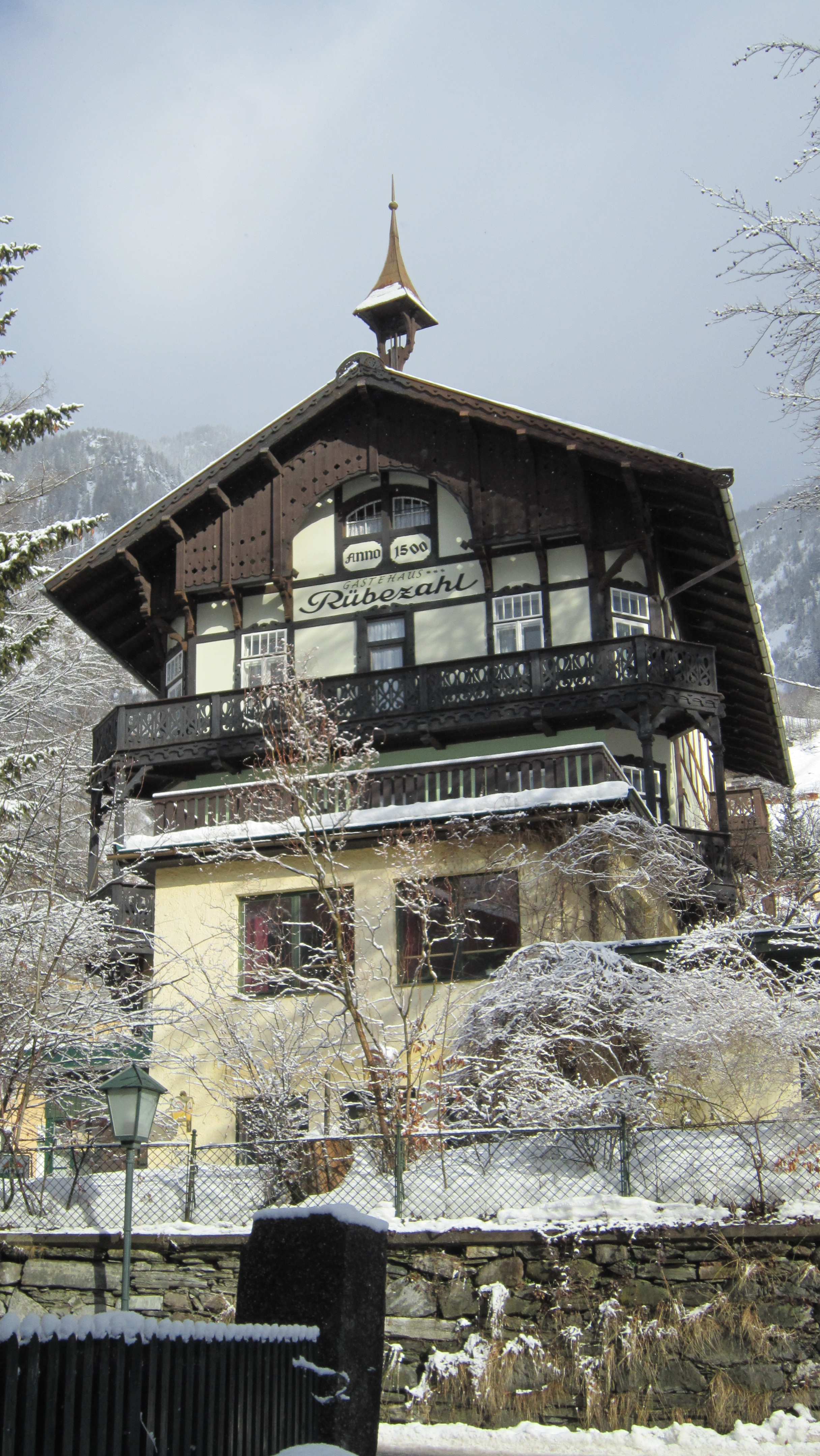
Kurhaus Rübezahl

Das Kurhaus Rübezahl befindet sich in der Marktgemeinde Bad Hofgastein im Land Salzburg und steht unter Denkmalschutz (Listeneintrag).

## Geschichte
Am Grundstück des Kurhauses in der Gerichtsstraße Nr. 2 befand sich früher das Reitstallhaus oder Reitstatthaus, auch altes Tischlerhaus oder Grimming genannt. 
Die ältesten namentlich bekannten Besitzer des Reitstallhauses waren nämlich Christ. Teysenburger, Tischlermeister, im Jahr 1563, und nach ihm ein Christoph Grimming und 1595 eine Rosina Grimming. Neben einem weiteren Tischler (1754 Jos. Piembpacher) besaßen Bergmänner, Kaminfeger und 1827 auch Bischof Johann Ladislaus Pyrker dieses Gebäude.
Der Bauplatz des ehemaligen Reitstallhauses gehört heute als Vorgarten zum Kurhaus Rübezahl. Direkt neben der Straße liegen die Keller.
Das heutige Kurhaus Rübezahl wurde im Jahr 1907 errichtet.
Der Hausname Rübezahl (tschechisch Krakonoš) stammt vom Besitzer, k.u.k. Offizier Aurel Milić von Žumberak, der im Riesengebirge (tschechisch Krkonoše) geboren worden war.
Nach einem Umbau im Jahr 1964 erfolgte 1969 die Baubewilligung für den Zubau zum Café Rübezahl.

## Beschreibung
Das mehrgeschoßige Gebäude in leichter Hanglage besitzt einen Zubau im Südwesten mit verglastem Vorbau.
Schräg gegenüber befindet sich das denkmalgeschützte Bezirksgericht Gastein.